# دوروتیا سیلادیی
دوروتیا سیلادیی (مجاری: Szilágyi Dorottya؛ زادهٔ ۱۰ نوامبر ۱۹۹۶) بازیکن واترپلو زن اهل مجارستان است.